# Świątynia Zhinan

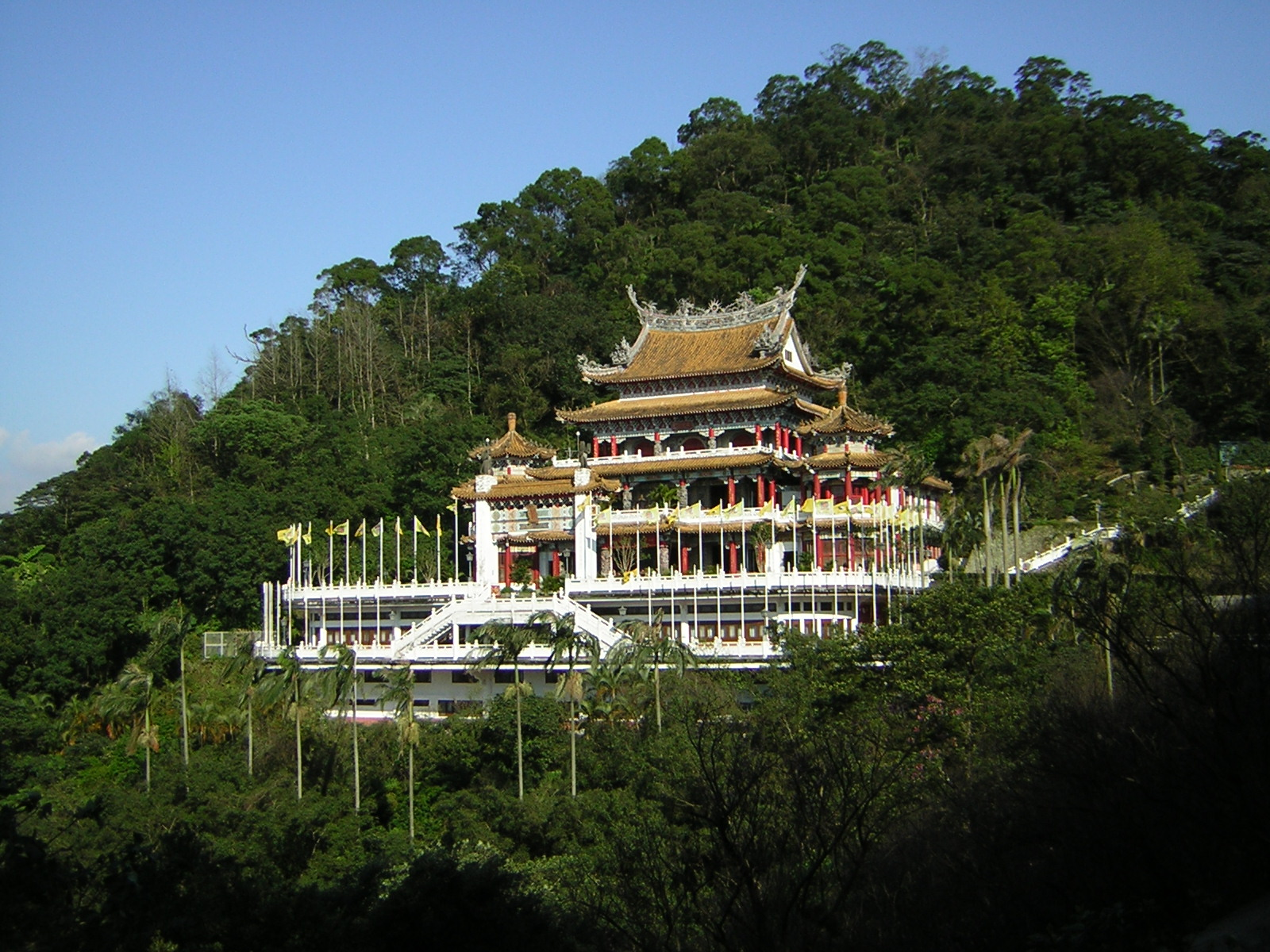
Świątynia Zhinan

Świątynia Zhinan (chiń. 指南宮; pinyin Zhĭnán Gōng) – świątynia taoistyczna dedykowana Lü Dongbinowi, znajdująca się w dzielnicy Wenshan w Tajpej na Tajwanie. Wzniesiona została w 1890 roku.
Znana również pod nazwą Xiangong (仙公廟, Xiāngōng Miào) świątynia znajduje się na wzgórzu Houshan (猴山), na wysokości 223 metrów. By się dostać na szczyt, należy wspiąć się po liczących 1200 stopni schodach.